# Penha
Penha este un oraș în Santa Catarina (SC), Brazilia.